# Drom
Drom és un municipi francès, situat al departament de l'Ain i a la regió d'Alvèrnia-Roine-Alps. La població el 2021 era de 220 habitants.